# Gazette d’Amsterdam
Gazette d’Amsterdam – francuskojęzyczna gazeta wychodząca w Amsterdamie od 1691 do 1796 roku. Czasem pod tytułem: „Gazette d’Hollande“ (1733, 1735–1736) lub „Gazettes d’Hollande“ (1761). Jedna z najbardziej znaczących gazet epoki Oświecenia, zwłaszcza w pierwszej połowie XVII wieku.
Monopol języka francuskiego jako języka prasy przełamał dopiero w 1731 „Hollandsche Spectator“.

## Kontekst
W XVIII wieku Holandia (Zjednoczone Prowincje) była bardzo tolerancyjna w kwestiach wolności prasy i wolności religijnej. W przeciwieństwie do większości współczesnych krajów, takich jak Francja, Wielka Brytania czy państwa Świętego Cesarstwa Rzymskiego, ingerencja rządu w kwestie cenzury lub chronionych monopoli była tam niewielka. Wielu hugenotów uciekło do Holandii za panowania Ludwika XIV, a liczba francuskich uchodźców wzrosła wraz z odwołaniem edyktu z Nantes w 1685 roku. Kilku z nich zaczęło wydawać gazety w różnych europejskich miastach, opisując wiadomości polityczne we Francji i Europie. Francuski był zarówno ich językiem ojczystym, jak i lingua franca europejskiej dyplomacji. Gazety te, czytane przez europejskie elity, nazywane były we Francji gazettes étrangères, "gazetami zagranicznymi".